# 丸毛信勝
丸毛 信勝（まるも のぶかつ、1892年（明治25年）- 1977年（昭和52年））は、大分県臼杵市出身の昆虫学者、農学博士、ゴルフ場設計者。

## 人物
丸毛信勝は、1892年（明治25年）、大分県臼杵市の臼杵藩士、町奉行の家柄に生まれ、旧制杵築中学校を卒業し、東京帝国大学農学部に入学、昆虫学の三宅恒方に学んだ。
丸毛は蝶の研究で権威といわれ、日本昆虫図鑑を作成し、1921年（大正10年）、29歳で農学博士になった。その後、ドイツに留学し、帰国後、1964年（昭和39年）、釧路女子短期大学の学長を務めた。
ある時、芝の害虫調査の依頼があった、旧制杵築中学校の海軍中尉・吉良俊一（後・海軍中将）からである。丸毛は芝調査をするため、イギリスやアメリカのゴルフ場を視察し調べた。イギリスのリンクスコースを調べたら、海岸にも近く芝付きも問題ないことが分かり、砂地への芝付きの技術が解明された。当時は、砂地には芝は根付かないということが定説になっていた。
丸毛は「川奈ホテルゴルフコース」の造成工事に参加した、相模湾に面した海岸線のゴルフ場である。造成工事中、丸毛はコースが見渡せる丘陵地に自宅を建てた。ゴルフ場に接することで、ゴルフ場のコース設計にも興味を持ち手掛けるようになった。昆虫博士から、芝の研究をし、芝の権威となり、多くのコースの設計を手掛けるようになった。

## 主な設計コース
- 1954年（昭和29年）
  - 「大富士ゴルフクラブ」（旧・大富士ゴルフ場）静岡県富士市
  - 「高松カントリー倶楽部」香川県坂出市
- 1955年（昭和30年）
  - 「広島カンツリー倶楽部・西条コース」広島県東広島市
- 1958年（昭和33年）
  - 「新潟ゴルフ倶楽部」新潟県新潟市
  - 「高知ゴルフ倶楽部」高知県高知市
- 1960年（昭和35年）
  - 「根室ゴルフクラブ」北海道根室市
  - 「武蔵野ゴルフクラブ」東京都八王子
- 1961年（昭和36年）
  - 「芦原ゴルフクラブ」福井県あわら市
- 1963年（昭和38年）
  - 「帯広カントリークラブ」北海道河西郡
- 1966年（昭和41年）
  - 「甲賀カントリー倶楽部」滋賀県湖南市
- 1967年（昭和42年）
  - 「気仙沼カントリークラブ」宮城県気仙沼市
- 1968年（昭和43年）
  - 「大館カントリークラブ」秋田県大館市
- 1970年（昭和45年）
  - 「西仙台カントリークラブ」宮城県仙台市
- 1976年（昭和51年）
  - 「相模野カントリー倶楽部」神奈川県相模原市

## 脚註
1. 1 2 3 4 5 6 7 8 9 10 11  『美しい日本のゴルフコース BEAUTIFUL GOLF CULTURE IN JAPAN 日本のゴルフ110年記念 ゴルフは日本の新しい伝統文化である』、ゴルフダイジェスト社「美しい日本のゴルフコース」編纂委員会編、「昆虫博士が芝の研究をしたことからゴルフ場の設計を手がける」、東京 ゴルフダイジェスト社、2013年12月、2021年3月6日閲覧

## 関連文献
- 『美しい日本のゴルフコース BEAUTIFUL GOLF CULTURE IN JAPAN 日本のゴルフ110年記念 ゴルフは日本の新しい伝統文化である』、ゴルフダイジェスト社「美しい日本のゴルフコース」編纂委員会編、「昆虫博士が芝の研究をしたことからゴルフ場の設計を手がける」、東京 ゴルフダイジェスト社、2013年12月、2021年3月6日閲覧